# Егзодус регрута српске војске у албанској голготи
Егзодус регрута српске војске у албанској голготи једна је од трагичних епизода која је је пратила повлачење регрута преко Албаније и Црне Горе, мобилисаних у лето 1915.

## Мобилизација регрута у лето 1915.
У циљу хитне попуне јединица српске војске, после великих битака у 1914. години, епидемије „три тифуса“ и након претњи да ће Србија бити поново нападнута од у лето 1915. године, последња (четврта) партија регрута мобилисана је и скупљена у оскудном времену, на брзину. Ова партија регрута ступила је у војску за време немачко-аустроугарско-бугарске октобарске офанзиве 1915. године. Регрути су распоређени у састав новоформиране Инспекције резервних трупа за обуку регрута на челу са пуковником Милорадом Ристићем  У одступници Министарство војно потчинило је Инспекцију команданту Трупа нових области генералу Бојовићу. 
Прво су позивани младићи рођени 1895. и 1896. године, а нешто касније, за последњу - одсудну одбрану, позвани су и младићи који су рођени 1897. и 1898. године, који нису навршили 21 годину, како је то предвиђао члан 2 Закона о устројству војске. Службених података о броју регрута у тој класи нема, али се из једног извештаја инспектора резервних трупа види да је по списку вођено 612 каплара и подофицира и 26.514 редова.
Осим тога, са новоослобођених српских територија командант Трупа нових области упутио је у оперативне јединице контингент од 6.000 свеже обучених војника. Тако је у одступницу кренуо контингент од 33.126 припадника Инспекције резервних трупа.
У јесен 1915. године војска је била у пуној готовости. У јединицама српске војске било је око 411.000 војника, међу којима је било 33.126 регрута, подофицира и око 9.000 официра.

### Генерације младих регрута, медицинара, студената и ђака на испиту зрелости
Међу мобилисаним регрутима била је и једна генерација несвршених лекара или медицинара, како су их звали и студената и несвршених студената. Они су полагали своје прве практичне испите из медицине и других научних грана у Ђаковици, Скадру, Љешу, у албанској голготи током повлачења преко завејаних планинских превоја, искрцавања на Крф усред јонске зиме.
У том егзодусу српског народа, „ратне школске 1914-1918”., генерације младих регрута, медицинара, студената и ђака полагала је свој испит зрелости. Многима је ускраћена могућност да изађу на испит, јер су остали заувек завејани, ђаци, студенти, регрути у вечитом строју, на ничијој земљи.

## Повлачење регрута преко Македоније и Албаније
Резервне трупе (регрути), на почетку повлачења преко Албаније бројале су 33.162 регрута. Овај број пре поласка на марш, постепено се смањивао, јер су неки напуштали јединице (дезертирали), док су се други разбољевали и остављени су у успутним болницама да сачекају непријатеља, а било је и смртних случајева због исцрпљености, хладноће и глади.
Регрути су кренули у повлачење са главнином српске војске, ка југу Србије. Са регрутима се повлачило и 795 ђака подофицирске и војне музичке школе из Скопља и 754 припадника Ђачког батаљона из Приштине. 

### Стање у Резервним трупама пре повлачења
Неред који је непријатељска офанзива створила у државној управи (која се и сама морала повлачити) није дозволио да се регрути снабдеју макар у мери јединица другог позива, па је већина тих младића већ у Призрену била поцепане одеће и обуће те су на одступни марш кренули боси. За време марша исхрана регрута била је недовољна. У почетку су добили само 250–300 грама брашна за пет дана. Касније није било ни тога па су на маршрути од Каваје до Фијери буквално умирали од глади. 

### На путу до јадранске обале преко Албаније
Колоне регрута биле су већ увелико проређене (24.280 војника) када су голобради и босоноги српски младићи кренули на одсудни марш преко Албаније, на левом одступном правцу Тимочке војске. 
Након што је улазак у Албанију за Резервне трупе (регруте) наређен за 28. новембар 1915, оне су упућеме у правцу Крује, Елбасана и Тиране. Доласком на домак Битоља, регрути су веровали да ће прећи у Грчку, па су се једва помирили с мишљу да ће одласком преко Албаније пре стићи до мора, код Драча. 
Чудна је била маршрута регрута кроз Албанију. Од Призрена су кренули између Паштрика и Коритника дуж Белог Дрима преко Везировог Моста и
Љум Куле до Бицаја и даље правцем Пишкопеја – Дебар – Струга. Накнадно је Врховна команда одобрила да ђачка чета и сви болесни регрути
из Охрида и Струге пређу у Грчку и наставе марш у правцу Корче и Флорине ка Солуну, где су ушли у састав одреда пуковника Васића. 
Главнина колоне наставила је одступање ка Елбасану, где их је затекла наредба о ешалонирању целокупне војске у правцу Медове и Драча. Међутим, у Драчу им је 20. децембра стигло наређење да морају да наставе марш до Валоне и то пешке. Пут је водио преко Фијерија и Каваје, па на реку Шкумбин. Истог дана, командант Резервних трупа пуковник Ристић издао је наређење за покрет и трупе су кренуле потпуно неприпремљене, „нити се инспектор обавестио о путу, па ни о преласку преко Шкумбе.“ У Каваји је остало око 1.200 сасвим изнурених регрута. За оне који су отишли на, пут од Каваје до Шкумбе био је страшан, посебно прелаз преко набујале реке. Али је најстрашнији део пута био између села Бабуњ и Рунгај, где је земљиште било поплављено више километара уоколо, па и сам пут. Сатима су регрути газити воду, често и изнад појаса. Према процени лекара резервних трупа Милана Петровића од Шијака до Фијерија изгубљено је још 3.000 регрута.
Међутим на путу до Валоне регруте су чекале нове недаће. Међу заробљеницима, који су први стигли у Валону (да би ту били укрцани) појавила се колера. Болест се пренела и на италијанске трупе, на копну и на бродовима. Епидемија се нагло ширила па је италијански војни врх наредио да се за све, и за италијанске трупе и за српске које су пристизале, хитно формира карантин. Резултат ове епидемије је био заустављање даљег маршевања Резервних трупа (регрута). 
Дан касније стигло је и наређење генерала Бертотија да се спречи прелазак српских трупа јужно од Шкумбе, а да се оне које су већ прешле реку, по сваку цену задрже и врате назад у околину Тиране. Како се веровало да епидемија влада и међу осталим српским трупама, покушано је да се ширење епидемије ограничи. Ипак део српских Резервних трупа (регрута) већ је био у покрету ка Валони и један део их је већ био прешао Шкумбу и стигао до Војуше. Регрути су биле толико изнурене да их је било немогуће вратити назад у Тирану.
Епидемија колери и болница у Фијери
Војска је хитно заустављена и одмах је формирана болница (арантин) у Фијери која је била смештена у Омер-пашином конаку. Управник те болнице био је доктор Моравац, а управник пријемне амбуланте доктор Милан Петровић. Амбуланта је образована без санитетске и интенданстксе опреме. У ствари, амбуланта је више служила као склониште за умируће и за капелу, неголи за амбуланту која је у тим условима радила свега четирипет дана, до формирања болнице.
Колера је у Фијери узела свој данак. Дневно је умирало по 40 до 60 регрута. Према депеши инспектора резервних трупа од 6. јануара, претходног дана умрло је 59 војника. За десетак дана боравка под шаторима умрло их је око 400. У болници у Фијерију остало је смештено око 800 регрута.
О њима се до средине фебруара, када су преживели пребачени на Крф, старао лекар Милан Петровић. У болници у Фијерију, од 26. децембра 1915. до 16. фебруара 1916, умрло је 1.029 регрута и питомаца.

### Евакуација регрута на Крф и у Италију
Коначно донета је 5. јануара 1916, одлука да пуковник Ристић, с обзиром на изостанак договора савезника о дестинацији, евакуација српске војске и народа не зауставља, већ да се усмери ка Италији. Пуковнику Ристићу је наређено „да предузме све потребне санитетске мере и да од 7. јануара покрене трупе“ ка Валони. Надомак Валоне, на левој обали Војуше, у близини места Дрисит (Идриз), одређено је сабиралишта за српске регруте по пуковима, како је који пук пристизао. Прва група регрута стигла је 21. децембра 1915. А у Дриситу осим понеког шатори није било ниједне бараке под кровом. Тако да је највећид део регрута био изложен киши, хладноћи, влази, и гушио се у смраду и блату. Од хране није било ничег другог сем парчета двопека и конзерви меса из Чикага које су им послали Енглези. У таквим условима у просеку умирало је од свакојаких болести и сахрањивано по две стотине на дан. А сахране су биле прича за себе; „ставе их у раку, прекрију којом лопатом земље, да пси и вукови не могу да им тела развлаче и гризу”
| „ | Страшна је и помисао да су ови регрути, својим годинама старости, скоро сви још деца, чинили сигурно најснажнији део војске у повлачењу! Та деца која су већ показала своја срца јунака, сада су себи допустила да плачу, исцрпљени од хладноће, разједани страшном глађу. | ” |

Дана 13. јануара 1916. године, стигло је из Валоне наређење да се из сабирног логора у Дриситу покрене 1. ешалон ка месту за укрцавање. Последња група Резервних трупа кренула је из Дрисита за Валону 17. јануара, да би у зору 18. јануара сви преживели српски регрути напустили Албанију бродовима „Кордова“ и „Принц Умберто“.
Остављајући на свом крвавом путу у Фијери, на обалама Војуше и у њеним таласима укупно око 1.800 оболелих и више од 1.000 умрлих, у Валонску луку успело је да се укрца свега нешто више од 7.500 припадника резервних трупа. Део њих око 5.000 опорављаће се на Крфу и Виду а остатак у Бизерти и Сиди Абдалаху где ће се по болницама наставити свакодневна умирања.

## Епилог егзодуса регрута у албанској голготи
Од 33.162 припадника Резервних трупа, на крвавом путу током албанске голготе умрло је или погинуло 27.500 регрута. Егзодус регрута исказан у бројкама по појединим фазама изгледао је овако:
- До Призрена их је нестало или погинуло 8.836. Од тог броја бугарски војници су заробили око 400 регрута и зверски их побили.[2]
- На пут преко Албаније према Тирани из Призрена кренуло је 15.844 регрута, међу којима је било око 2.000 болесних и исцрпљених.
- У току преласка преко Албаније који је трајао од 19 до 33 дана, регрути су масовно умирали од болести, зиме и глади. У Тирану је стигло 10.958 регрута. На путу од Призрена до Шкумбе умрло је и нестало 9.820 (овде није одузет број оних који су упућени преко Флорине и Корче у Солун);
- Многи су умрли у току даљег напорног пута дуж албанског приморја, до коначне евакуације на Крф. Тако је од Фијерија до Валоне умрло је 3.465 регрута. По
- На Крф је са албанске обале евакуисано 5.140 регрута, од тога је у току транспорта бродом умрло њих 270
- На острву Видо умрло је још око 1.182 регрута. Како је већина регрута сахрањена у „плавој гробници“, тачан број умрлих на  никада се неће сазнати јер су српски регрути сахрањени на том простору пре него што се почела водити евиденција о умрлим војницима на ширем простору Крфа.[2]
- По болницама северне Африке наступило умирање и остатака пукова. У болницама Бизерте и Сиди Абдалаха умрло их је око 1.000.

## Лечење регрута и припрема за повретак у домовину
У Бизерту је у току марта и априла 1916. године упућено 3.958 прездравелих регрута, од којих је на дан 26. маја 1916. године у јединични списак уписано 7.192. То је све што је преживело!
Преживели српски регрути, сада већ војници у Грчкој и северној Африци лечили, су се опоравили и обучавали, а после опоравка припремали за победоносни повратак у домовину. То се остварило пробојем Солунског фронта и ослобођењем Србије и других јужнословенских земаља.
| „ | Министар војни и Врховна команда били су касније врло болећиви према регрутима. Прихватили су да већина оних који су се од болести и рана лечили у бизертским болницама до пред сам крај рата остану у саставу Реконвалесцентног одељења у Лазуазу. | ” |

## Народна скупштина Краљевине Србије о страдању регрута
Поводом пропасти српских регрута, Народни посланици поднели су интерпелацију на 42. редовном заседању Народне скупштине 28. августа 1916. године. О помору регрута Народна скупштина расправљала је на 88. заседању 6. априла 1918. и 18. децембра 1919, када је формиран Анкетни одбор који је припремио Меморандум о узроцима упропашћавања регрута резервних трупа. 
| „ | Анкетирани министар војни није знао ни колико је регрута евакуисано са обала албанског приморја, а војвода Бојовић сматраоје да Анкетни одбор није надлежан за то. Указом Врховног команданта од 5. априла 1920. „предата су забораву сва нерасправљена дела предвиђена у Војно-казненом законику”, па је на тај начин и питање помора српских регрута исатирања српске младости „скинуто са дневног реда”, то јест – заташкано. Али за историчаре, оно је увек актуелно. | ” |